# Deutsche Adipositas-Gesellschaft
Die Deutsche Adipositas-Gesellschaft (DAG) ist eine 1983 gegründete Vereinigung von Wissenschaftlern und therapeutisch tätigen Experten, die sich dem Krankheitsbild der Adipositas in besonderer Weise annehmen. Die DAG ist eine wissenschaftliche Fachgesellschaft und Mitglied der Arbeitsgemeinschaft der Wissenschaftlichen Medizinischen Fachgesellschaften (AWMF) und der Deutschen Allianz Nichtübertragbare Krankheiten.

## Ziele
Seit Jahren bemüht die DAG sich darum, mit wissenschaftlichen Stellungnahmen in der Öffentlichkeit auf die wachsende gesundheitspolitische Bedeutung der Adipositas hinzuweisen. Jährlich wird zudem eine wissenschaftliche Tagung abgehalten. Laut Satzung sind die Ziele der Gesellschaft:
- Förderung der Adipositasforschung einschließlich der Unterstützung junger Wissenschaftler
- Förderung der wissenschaftlichen Diskussion und Weiterbildung auf dem Gebiet der Adipositas
- Entwicklung von Konzepten und Leitlinien zur Prävention, Diagnose und Therapie der Adipositas.

## Arbeitsgemeinschaften
Die Arbeitsgemeinschaft Adipositas im Kindes- und Jugendalter (AGA) besteht seit 1998 und widmet sich  der Diagnostik, Therapie und Prävention der Adipositas im Kindes- und Jugendalter. Die AGA ist mit mehreren weiteren Fachgesellschaften und Institutionen des Themenfelds vernetzt, hierzu gehören die Deutsche Gesellschaft für Kinder- und Jugendmedizin (DGKJ) und der European Childhood Obesity Group (ECOG) und die Childhood Obesity Task Force (IOTF). Derzeit ist die AGA die einzige Arbeitsgemeinschaft in der DAG.

## Leitlinien zur Behandlung
Die Gesellschaft entwickelt zu Themen ihres Fachgebiets medizinische Leitlinien, die im Rahmen des AWMF-Leitlinienprogramms veröffentlicht werden.

## DAG Medaille
Seit 2014 verleiht die Gesellschaft die DAG-Medaille als Ehrung für eine herausragende Lebensleistung im Bereich der Adipositas-Forschung.
Preisträger:
- 2023: Stefan Engeli[7]
- 2022: Martina de Zwaan
- 2021: Annette Schürmann-Bartsch
- 2020: Martin Wabitsch[8]
- 2019: Christine Stroh[9]
- 2018: Wieland Kiess
- 2017: Reinhard Holl[10]
- 2016: Detlef Kunze
- 2015: Hans Hauner
- 2014: Hans-Georg Joost